# Acqua del Gallo
L'Acqua del Gallo è un torrente della Provincia di Sondrio.

## Idrografia
Nasce in Valle di Fraele (nelle Alpi Retiche) sul versante nord-orientale del Monte Cassa del Ferro (lo stesso dal quale nasce l'Adda, sul versante meridionale) e scorre nella Valle del Gallo fino all'omonimo lago (detto anche Lago di Livigno) nella provincia di Sondrio.
Siccome il Pizzo del Ferro funge da spartiacque, scendendo dal versante sorgentizio, il torrente, invece che virare a destra (sud-est) e confluire nei Laghi di Cancano (e afferire, quindi, il bacino del Mediterraneo), vira a sinistra (nord-ovest), andando poi a confluire nel bacino del Danubio. Il torrente è immissario dello Spol ed entra nel lago di Livigno nella porzione più orientale (e lontana dall'omonimo comune).
Il suo affluente più importante è il torrente Aua da Val Mora che scende dall'omonima valle in territorio svizzero. L'affluenza avviene nella Piana Grasso di Pra Grata poco distante dal confine fra Italia e Svizzera del passo di Val Mora. L'accesso al confine, non presidiato, avviene tramite sentiero sterrato non carrabile.